# Oedipina leptopoda
Espèce
Oedipina leptopoda est une espèce d'urodèles de la famille des Plethodontidae.

## Répartition
Cette espèce est endémique du département de Yoro au Honduras. Elle se rencontre entre 700 et 1 300 m d'altitude.

## Publication originale
- McCranie, Vieites & Wake, 2008 : Description of a new divergent lineage and three new species of Honduran salamanders of the genus Oedipina (Caudata, Plethodontidae). Zootaxa, no 1930, p. 1-17 (texte intégral).